# Selbstwähleinrichtung

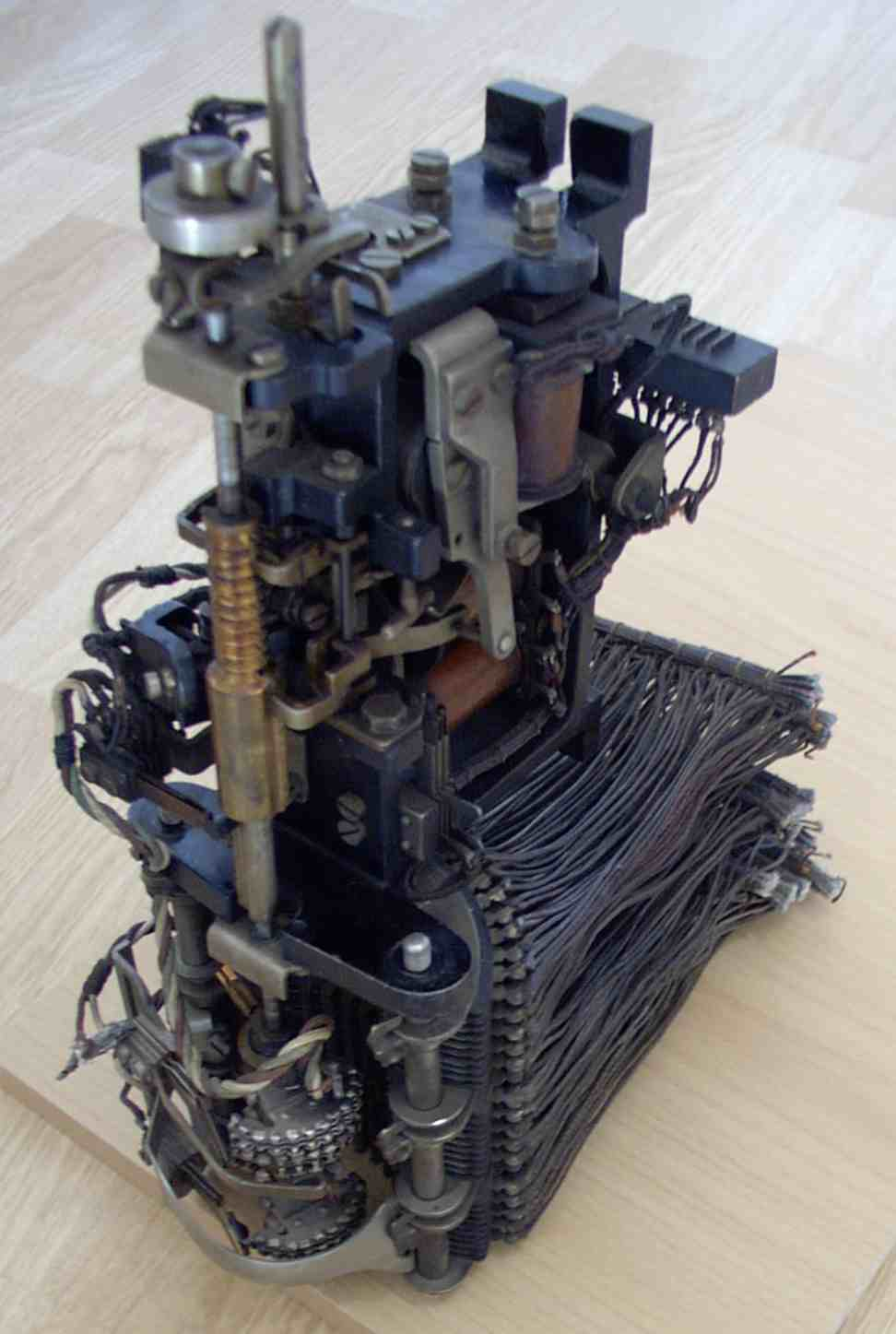
Vermittlungselement eines Hebdrehwählers nach Strowger

Eine Selbstwähleinrichtung ist in der Telekommunikation ein Mechanismus, mit dem ein Benutzer eine Wählverbindung herstellen kann, ohne dass diese von einem „Fräulein vom Amt“ manuell geschaltet wird.
Die Teilnehmerselbstwahl wurde Ende des 19. Jahrhunderts durch die Automatisierung der Vermittlung ermöglicht. Zunächst wurden Wählscheiben verwendet, später setzten sich Tasten durch.
Die erste Selbstwähleinrichtung patentierte Almon B. Strowger 1889, der auch 1892 die erste automatische Vermittlungsstelle La Porte, Indiana, einrichtete.

## Entwicklung in Deutschland
Die erste Selbstwähleinrichtung in Deutschland wurde am 10. Juli 1908 in Hildesheim für den Ortsverkehr mit 900 Teilnehmern in Betrieb genommen. Der nationale Fernsprechverkehr wurde ab 1923 automatisiert. In Weilheim in Oberbayern wurde am 16. Mai 1923 das erste Selbstwählfernsprechamt der Welt mit einem Hauptamt, fünf Knotenämtern und 22 angeschlossenen Ortsnetzen in Betrieb genommen. Die erste grenzüberschreitende Selbstwählverbindung kam hingegen erst ab dem 3. September 1955 zwischen Lörrach und Basel zum Einsatz. Erst 1966 war die Teilnehmerselbstwahl in der Bundesrepublik flächendeckend eingeführt und die letzte manuelle Vermittlung in Uetze bei Hannover im April 1966 abgeschafft. Es dauerte weitere sechs Jahre, bis in der Bundesrepublik für den Selbstwählferndienst (SWFD) einheitliche Vorwahlnummern und die Verkehrsausscheidungskennziffern „0“ für Inland und „00“ für Ausland eingeführt waren, womit auch eine internationale automatisierte Fernwahlmöglichkeit geschaffen war. Trotzdem wurde der vereinfachte Selbstwählferndienst (Verkehrsausscheidungskennziffer „9“), welcher nach dem Zweiten Weltkrieg (ca. 1949) in einigen Ballungsgebieten der Bundesrepublik (z. B. im Ruhrgebiet) aufgebaut wurde, bis in die 1980er Jahre parallel betrieben.
Nach der Wiedervereinigung richtete die Deutsche Bundespost Telekom in den fünf neuen Bundesländern ein auf ISDN basierendes Telefonnetz ein. Seit dem 6. Juli 1991 ist die Direktwahl in alle Teile der Erde möglich.